# Чорноострівська селищна територіальна громада
Чорноострівська селищна територіальна громада —  територіальна громада в Україні, у Хмельницькому районі Хмельницької області. Адміністративний центр — селище Чорний Острів.
Площа громади — 262,93 км², населення — 12 583 мешканці (2018).
Утворена 13 серпня 2015 року шляхом об'єднання Чорноострівської селищної та Антонівської, Везденецької, Грузевицької, Захаровецької, Миколаївської, Осташковецької, Педосівської, Рідкодубської, Ставчинецької сільських рад Хмельницького району.
Громада розташована на північному заході району. Межує на півночі з Красилівським районом, на сході і півдні з сільрадами Хмельницького району, які не об'єдналися, на південному сході з Хмельницькою міськрадою, на південному заході з Гвардійською, на заході — з Наркевицькою громадами.

## Населені пункти
У складі громади 21 населений пункт — 1 селище і 20 сіл, які входять до 9 старостинських округів:
| Населений пункт  | Старостинський округ | Населення (2015) |
| ---------------- | -------------------- | ---------------- |
| Грузевиця        | Грузевицький         | 2187             |
| Мар'янівка       | —                    | 1851             |
| Вовча Гора       | —                    | 953              |
| Осташки          | Осташковецький       | 927              |
| Чорний Острів    | центр ОТГ            | 882              |
| Рідкодуби        | Рідкодубський        | 642              |
| Педоси           | Педосівський         | 479              |
| Антонівка        | Антонівський         | 472              |
| Захарівці        | Захаровецький        | 439              |
| Ставчинці        | Ставчинецький        | 414              |
| Мартинівка       | Педосівський         | 381              |
| Бережанка        | Педосівський         | 358              |
| Миколаїв         | Миколаївський        | 306              |
| Катеринівка      | Антонівський         | 301              |
| Везденьки        | Везденецький         | 263              |
| Ляпинці          | Захаровецький        | 251              |
| Польові Гринівці | Ставчинецький        | 243              |
| Лапківці         | Рідкодубський        | 189              |
| Манилівка        | Миколаївський        | 167              |
| Малі Орлинці     | Везденецький         | 147              |
| Крачки           | Захаровецький        | 102              |